# Objektive Psychologie
Der Begriff Objektive Psychologie wird in verschiedenen Bedeutungen verwendet und einer „subjektiven Psychologie“ als seelisches Erleben oder „Innen-Sicht“ psychischer Phänomene gegenübergestellt (Phänomene, die der Introspektion zugänglich sind). Als „Objektivisten“ bezeichnet man Vertreter psychologischer Richtungen, die ihre Erkenntnisse auf „objektiv feststellbare Erscheinungen“ gründen (z. B. Th. Beer, Albrecht Bethe und Jakob Johann von Uexküll).
Objektive Psychologie wird auch als Bezeichnung für eine Richtung verwendet, die an die Reflexologie anknüpft, Reize, Reizverarbeitung und Reflexbildung für die Erforschung psychischer Phänomene anwendet und gelerntes Verhalten auf die Herausbildung von Reflexen zurückführt. Zu deren Vertretern gehören Wladimir Michailowitsch Bechterew, Iwan Petrowitsch Pawlow oder Iwan Michailowitsch Setschenow. Auch John B. Watson, der 1913 den Begriff des Behaviourismus einführte, lehnte sich ursprünglich an die Reflexologie an.
Karl Jaspers setzt objektive Psychologie mit einer Betrachtung der nach außen tretenden Phänomene des Seelenlebens gleich und unterscheidet dabei Leistungen (Leistungspsychologie), körperliche Begleit- und Folgeerscheinungen psychischer Vorgänge (Somatopsychologie), „sinnhafte Tatbestände des Leibes und seiner Bewegungen im seelischen Ausdruck“ (Ausdruckspsychologie) sowie „Weltpsychologie“ als Bewegungen des Daseins und Verhaltens in der Welt.
Auch andere Forschungsansätze (v. a. des Behaviorismus), die nur die direkte Beobachtung als wissenschaftliche Methode im Gegensatz zur introspektiven Psychologie zulassen, werden so bezeichnet. Das psychische Geschehen wird ausschließlich mit Hilfe objektiv feststellbarer Daten analog der Physik erklärt.